# Жулебинский заказник
Жуле́бинский природный заказник — особо охраняемая природная территория в районе Выхино-Жулебино Юго-Восточного административного округа Москвы. Образован на основании постановления Правительства Москвы № 488 от 9 августа 2016 года. Находится в подведомственном подчинении Департамента природопользования и охраны окружающей среды Москвы.

## Территория
Жулебинский заказник расположен между МКАД, Новорязанским шоссе и Привольной улицей. Его площадь составляет 112,1 га.
На территории лесопарка выделены семь функциональных зон:
- Заповедные участки для сохранения природных сообществ, редких и исчезающих видов животных или растений, где запрещена любая хозяйственная деятельность и рекреационное использование территории;
- Зоны охраны естественных ландшафтов и природных комплексов для восстановления природных объектов;
- Учебно-экскурсионная зона;
- Рекреационные зоны для массового отдыха населения и поддержания рекреационного потенциала территории города;
- Зона охраны историко-культурных объектов для сохранения и восстановления объектов историко-культурного наследия;
- Административно-хозяйственные участки под размещение, строительство и эксплуатацию объектов, необходимых для обеспечения охраны, содержания и использования природного заказника[5];
- Участки юридических лиц и граждан.

## История

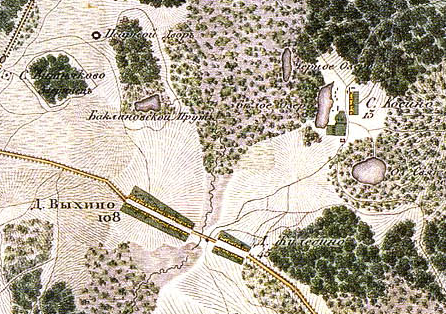
Деревня Жулебино с прилегающим лесом, 1818 год

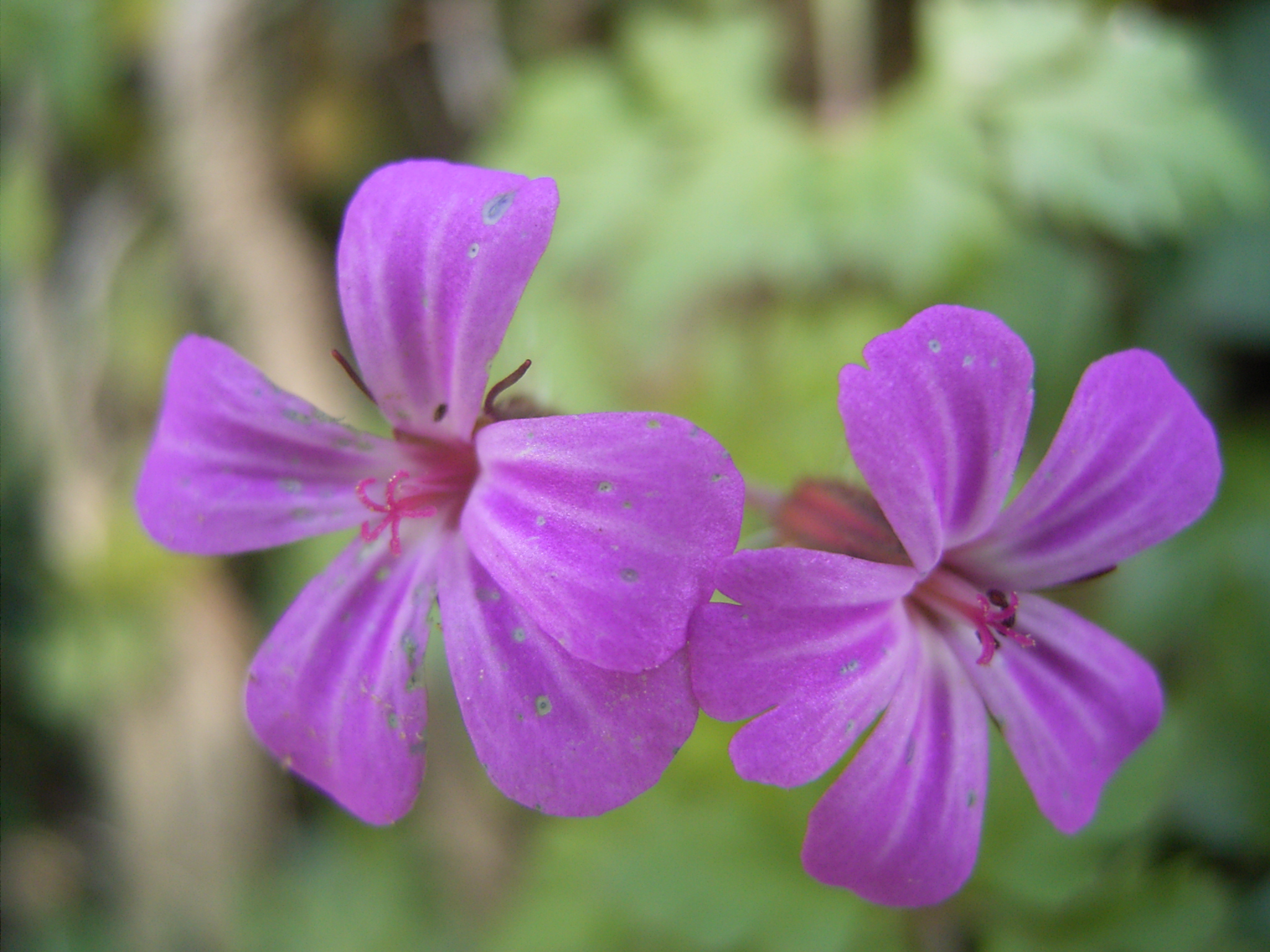
Герань Роберта, 2005 год

Территория Жулебинского леса — прежнее название ООПТ — исторически являлась частью Кузьминского лесопарка. Своё название заказник получил от одноимённой деревни, известной с XV века.
В советское время в Жулебинском лесу образовали воинскую часть, которую позже передали во владение Минобороны России. На этом участке возвели семь военных строений и антенное поле площадью 7,4 га. В начале 2000-х воинская часть была расформирована, в последующие годы лесопарк находился в запустении.

## Современность
В 2013 году в рамках всероссийского экологического субботника «Зелёная Россия» прошла акция по уборке Жулебинского леса. В 2014 году было ликвидировано антенное поле, на территории будущего заказника было высажено 20 тысяч саженцев хвойных пород.
В 2016 году рекультивировали землю бывшего антенного поля, оттуда было вывезено около 15,4 тысяч кубических метров строительных отходов и мусора. В этом же году постановлением Правительства Москвы № 488 от 9 августа был образован природный заказник «Жулебинский».
В 2017 году в лесопарке начались работы по благоустройству: на его территории планируют создать рекреационную зону, экотропы, детские и спортивные площадки (воркаут, баскетбол, волейбол) и пикниковые точки. Со стороны Привольной улицы, вне границ особо охраняемой природной территории, будет посажен яблоневый сад, различные деревья, кустарники и цветники.
Жулебинский заказник долгое время был зоной конфликта. Активисты района постоянно напоминали властям, что на территории ООПТ по закону, нельзя проводить какие-либо строительные работы, возводить любые объекты, делать дорожки и т. д. Они требовали вернуть в состав ООПТ изъятые оттуда территории. В частности, убрать общежитие «Болгарстроя», которое находится в лесу. За последние годы жители Жулебина остановили две попытки «благоустройства» поляны (территории со стороны Привольной улицы). Тем не менее, строители содрали с нее весь почвенный слой, уничтожив разнотравье и нанеся таким образом серьезный экологический ущерб. В 2020 году вышло постановление Правительства Москвы от 4 июня 2020 года N 739-ПП, внёсшее изменения в закон об особо охраняемой природной территории «Природный заказник „Жулебинский“». Согласно заключению экспертов, Жулебинский природный заказник будет сохранён в неприкосновенности, и на его территории не будет вестись работ, связанных с изменениями природного ландшафта. Запланированные изменения пройдут в зоне, которая прилегает к лесу и не является особо охраняемой.

## Флора и фауна
В Жулебинском лесу встречается около 10 видов млекопитающих и более 20 видов птиц: снегирь, зарянка, трясогузка, большая синица, лазоревка, чёрный дрозд, скворцы, чечётка, длиннохвостая синица, ополовник, вьюрок, клёст, полевой воробей, буроголовая гаичка, чиж, московка, дрозд рябинник, сойка, желна, большой и малый пестрые дятлы. В Красную книгу Москвы занесены: ёж обыкновенный, чёрный хорь, заяц-беляк, ястреб-тетеревятник и перепелятник, жёлтая трясогузка, луговой чекан и пустельга.
Флора Жулебинского заказника насчитывает около 250 видов растений. Среди них встречаются краснокнижные: купена аптечная и многоцветная, гвоздика Фишера, герань Роберта, колокольчик персиколистный и раскидистый, ландыш майский, фиалки собачья, трёхцветная, бересклет крылатый. В лесопарке преобладают хвойные и лиственные деревья.